# Очарование Сэксона
«Очарование Сэксона» (англ. The Saxon Charm) — нуаровая драма режиссёра Клода Биниона, которая вышла на экраны в 1948 году.
Фильм рассказывает об авторитетном, но эгоистичном и несдержанном театральном продюсере (Роберт Монтгомери), который решает поставить пьесу молодого талантливого писателя (Джон Пейн), однако своими творческими ошибками, экстравагантными выходками и неумением выстроить отношения с нужными людьми разрушает свою карьеру.
Фильм получил в целом положительную оценку критики, отметившей остроумный, хотя и многословный сценарий, а также сильную игру четырёх исполнителей главных ролей.

## Сюжет
В Нью-Йорке успешный молодой писатель Эрик Буш (Джон Пейн) приходит в больницу, куда его пригласил известный театральный продюсер Мэтт Сэксон (Роберт Монтгомери). В комнате перед палатой продюсера встречи с ним ожидает множество людей, однако он никого не принимает. Между тем его личный ассистент Херми (Гарри Морган) без очереди пропускает Эрика к своему боссу. Сэксон объясняет, что на самом деле ничем не болен, просто ему неприятен запах краски, которой перекрашивают его дом, после чего предлагает Эрику поиграть в дартс. По просьбе Сэксона Эрик рассказывает, что женился шесть лет назад, три с половиной года провёл на войне, а недавно перебрался в Нью-Йорк из Виргинии. Он говорит, что старые постановки Сэксона ему очень нравились, и он был хотел многому научиться у такого выдающегося продюсера. Эрик передаёт Сэксону свою первую пьесу о Мольере, с которой продюсер пожелал ознакомиться. Вернувшись домой, Эрик обнимает и целует любимую жену Джанет (Сьюзен Хэйворд), а вскоре ему доставляют домой коробку с курсом французского языка, так как по мнению Сэксона, автор пьесы о Мольере должен знать французский. В течение трёх дней Эрик ждёт ответа от Сэксона по поводу своей пьесы, однако тот молчит. Наконец, когда Сьюзен не выдерживает и предлагает отдохнуть несколько дней на море, раздаётся звонок от Сэксона, который просит Эрика срочно приехать.
Сэксон встречает Эрика в своём кабинете, после чего знакомит его с миллионером Заком Хамбером (Гарри фон Зелл), который будет финансировать постановку их пьесы. Мимоходом заметив Эрику, что пьеса отличная, но требует некоторых доработок, Сэксон предлагает всем троим вместе с жёнами немедленно отпраздновать совместный проект в ресторане, где можно будет подробнее обсудить пьесу. В ресторан первыми приезжают Джанет и подруга продюсера Альма Рэгг (Одри Тоттер). Альма, которая сразу же пропиталась симпатией к Джанет, доверительно говорит ей, что Сэксон — гениальный человек в театре, и он умеет очаровывать людей, однако у него очень сложный и тяжёлый характер. И хотя Альма любит его, тем не менее, предупреждает Джанет о возможных проблемах, которые могут возникнуть у Эрика при общении с ним.
Появившись в ресторане в компании Эрика, Сэксон требует от владельца предоставить ему лучший столик, затем навязывает своим гостям заказ на свой вкус, после чего, оставшись недовольным качеством первого блюда, устраивает скандал и уводит всю компанию из ресторана. По дороге домой Джанет говорит мужу, что Сэксон вёл себя ужасно и просит отказаться от работы с ним. Эрик однако колеблется, так как считает, что работа с Сэксоном была бы для него хорошей школой, однако в конце концов соглашается с женой и обещает утром отправить Сэксону письмо с отказом от сотрудничества. Вечером, когда Эрик работает в кабинете, неожиданно появляется Сэксон с извинениями по поводу произошедшего в ресторане. Затем он сразу переходит к обсуждению пьесы, предлагая некоторые композиционные изменения, чтобы она выигрышнее смотрелась на сцене. Разговор на творческие вопросы переходит в воспоминания Сэксона о своём детстве и о своём пути, позволяющие Эрику лучше понять некоторые черты его характера. Сэксон честно признаётся, что у него было тяжелое детство, в результате он сбежал из дома и с тех пор не видел и не искал своих родителей. Он всегда был очень целеустремлённым и ставил достижение результата выше человеческих отношений, хотя и отдавал себе отчёт в том, что часто действует против своих друзей и близких. После ухода Сэксона, Эрик рвёт письмо с отказом от сотрудничества.
На следующий день Херми передаёт Эрику, что Сэксон назначил ему встречу в ночном клубе Fuss & Feathers, после того, как закончится репетиция его нового спектакля. В клубе Эрик встречает Альму, которой, как выясняется, Сэксон организовал в клубе прослушивание. Прибывший Сэксон требует, чтобы Эрик пригласил в клуб Джанет. Когда Альма начинает петь, Сэксон прерывает её выступление, полностью ставя её номер заново. Получается великолепное выступление, от которого зрители приходят в восторг. Перед расставанием Сэксон утверждает первый акт пьесы Эрика, одновременно требуя переписать заново вторую главу и внести ещё целый ряд изменений. По дороге домой Эрик и Джанет обмениваются информацией о женщинах Сэксона, в частности, о том, что Альма в него влюблена, а его первая жена очень богата. Джанет говорит, что считает Эрика почти идеальным и просит, чтобы он не дал Сэксону себя изменить. В течение нескольких дней Эрик упорно работает над переработкой пьесы, а по вечерам ездит к Сэксону, который высказывает всё новые замечания. Видя, что Эрик уже выбился из сил и не в состоянии плодотворно работать, Джанет предлагает на неделю уехать из Нью-Йорка в дом на море, где он мог бы в тишине набраться сил и спокойно доработать пьесу. Они решают уехать на следующее утро, чтобы Сэксон не успел им помешать.
Эрик и Джанет счастливо проводят несколько дней на море, когда неожиданно к их дому на огромной яхте подплывает Сэксон в компании Альмы и Зака с женой. Поднявшись на борт, Эрик говорит Сэксону, что закончил третий акт. Сэксон рассказывает, что сегодня у него премьера нового спектакля, однако он решил уехать, так как уверен в успехе. Затем Сэксон предлагает Эрику совместно поработать на яхте, что вызывает недовольство Джанет. Тем же вечером Сэксон к радости Альмы заводит с ней разговор о браке. На следующее утро около яхты на воду садится небольшой самолёт, из которого выходит Херми. Он сообщает боссу, который ожидает восторгов критики, что отзывы на вчерашний спектакль просто отвратительные. Сэксон требует немедленно закрыть спектакль, несмотря на робкое предложение Херми хотя бы попробовать отбить деньги. Когда Зак замечает, что ему не понятно такое отношение к вложениям в постановку, Сэксон грубо отчитывает его, что тот ничего не понимает в театральном деле. После получения подтверждения от Эрика, что тот готов продолжить работу, Сэксон вместе с ним немедленно вылетает в Нью-Йорк, чтобы готовить его пьесу к немедленной постановке. В самолёте Сэксон делает новые замечания по третьему акту, доводя Эрика до того, что он предлагает Сэксону взять на написание акта профессионального драматурга. Однако Сэксон отвечает, что Эрику просто мешает сосредоточиться на работе жена, и в одиночестве он сможет раскрыть свой талант.
Пока Эрик работает в нью-йоркской квартире, Джанет живёт в доме на море. Неожиданно из Мехико звонит Сэксон. Он сообщает, что выгнал Зака, и требует, чтобы Эрик немедленно прилетел к нему, однако просит об этом никому не говорить. В Мехико Сэксон знакомит Эрика со своей бывшей женой Вивиан (Хэзер Эйнджел), которая, как он доверительно сообщает Эрику, профинансирует их спектакль. Пока Эрик танцует в ресторане с Вивиан, она говорит ему, что по-прежнему любит Сэксона. Тем временем Сэксон по телефону связывается с Херми, который сообщает, что в театральной среде Нью-Йорка пошли слухи о финансовой несостоятельности Сэксона. Вскрылись большие долги продюсера, а многие его сотрудники и актёры, оставшись без зарплаты, уволились. Кроме того, его выгоняют из офиса и из квартиры за неуплату аренды, а капитан, напившись, утопил его яхту. Когда Сэксон заявляет, что решил все проблемы с деньгами с помощью Вивиан, Херми с грустью сообщает, что она уже потеряла все свои деньги и сама осталась без гроша. После этих новостей, Сэксон вызывает Эрика и улетает с ним в Нью-Йорк, даже не простившись с Вивиан.
По возвращении в Нью-Йорк Сэксон заявляет Херми и Альме, что немедленно летит в Голливуд, чтобы подписать с популярным актёром Питером Стэнхоупом (Джон Барагрей) контракт на исполнение главной роли в пьесе Эрика. Он берёт у Эрика 200 долларов на оплату своего авиабилета. В свою очередь Альма сообщает Сэксону, что на следующий день после него также летит в Голливуд, где без его участия получила главную роль. Сэксон даёт ей понять, что если у неё начнётся голливудская карьера, то она никогда не станет его женой. Эрик возвращается домой, где выпившая Джанет гуляет со своими друзьями из Сент-Луиса. Когда Эрик просит её вести себя прилично, назревает скандал, и друзья быстро прощаются и уходят. Джанет идёт в свою комнату и собирает вещи, заявляя, что уходит от него, так как он выкинул её из своей жизни. Хотя Эрик говорит, что, наконец, закончил пьесу, она обвиняет мужа в том, что он уподобился Сэксону, и она потеряла в него веру. Джанет приезжает в клуб к Альме, сообщая, что уезжает домой в Сент-Луис. В клубе они видят Питера Стенхоупа, который знаком а Альмой. Вместе со своим продюсером Абелем Ричманом (Эдисон Ричардс) Питер присаживается к их столику, говоря, что Сэксон предложил ему играть в своём новом спектакле, однако он отказался, так как пьеса ужасная. Узнав, что Джанет — жена автора пьесы, Питер просит у неё прощения, однако Джанет заявляет, что полностью с ним согласна. Она говорит, что ей намного больше нравится изначальный вариант пьесы, который Сэксон заставил практически полностью изменить. Питер и Ричман, которые хотят сделать свой спектакль в Нью-Йорке, просят её показать им первый вариант пьесы Эрика, зная его как хорошего романиста. Тем же вечером Альме звонит её агент, сообщающий, что продюсер отказался снимать фильм с её участием после того, как Сэксон сказал ему, что она — пьяница, на которую нельзя положиться. Питер и Ричман приходят к Эрику домой с просьбой познакомить их с изначальным вариантом пьесы, который так хвалила его жена. Когда Эрик говорит, что пьесой занимается Сэксон, они отвечают, что больше он не имеет к ней никакого отношения.
На следующий день прилетает Сэксон, видя, что на двери его квартиры висит уведомление о выселении. Он также находит записку от его секретарши, которая сообщает об увольнении в связи с невыплатой зарплаты. Зайдя в кабинет, Сэксон видит там Альму, которая, по её словам, пришла специально, чтобы высказать ему всё в лицо. Она говорит, что между ними всё закончено. Он признаёт, что отдал театру всё, но в итоге оказался банкротом как духовно, так и физически, и она единственная, кто может ему помочь. Однако Альма напоминает ему о предательстве, разрушившем её голливудскую карьеру, которое он совершил из зависти, что она добилась чего-то без него. В качестве последней попытки её остановить Сэксон угрожает отравиться, однако Альма не верит ему и хладнокровно уходит. Сэксон приезжает к Эрику, заявляя, что отказался от услуг Питера, найдя отличного актёра на главную роль в Англии, и просит 500 долларов на билет до Лондона. Но поскольку актёр возрастной, то придётся изменить композицию и переписать полтора акта. В этот момент Эрику звонит Ричман, сообщая, что они с Питером прочитали его пьесу. Назвав её потрясающей, Ричман говорит, что готов поставить её, а Питер согласен играть главную роль. После согласия Эрика они назначают начало репетиций через десять дней. Когда Сэксон продолжает болтать, оскорбляя Альму за то, что она от него ушла, Эрик даёт ему в глаз и уходит.
По возвращении к себе Сэксон видит Херми, который сообщает, что пьесу Эрика будет ставить Ричман. Херми говорит Сэксону, что на Бродвее все отвернулись от него, потому что он забыл о людях как о людях, в том числе и о себе самом. Херми говорит Сэксону, что останется с ним, если тот об этом попросит, но лично он этого бы не хотел. Кроме того, ему надо кормить семью. Сэксону доставляют телеграмму от Управления полиции Мехико с сообщением о смерти Вивиан, и Сэксон догадывается, что она покончила жизнь самоубийством из-за него. Однако Сэксон всё равно не падает духом. Он берёт одну из старых пьес и предлагает её автору встретиться в клубе. Тем временем в клубе Альма выступает с номером, который поставил Сэксон. Когда в дверях появляется Джанет, чтобы проститься с Альмой, её встречает Эрик, который доказывает ей, что окончательно порвал с Сэксоном. Она прощает мужа, и они вместе отправляются в дом на море, чтобы закончить свой отпуск.

## В ролях
- Роберт Монтгомери — Мэтт Сэксон
- Сьюзен Хейворд — Джанет Буш
- Джон Пейн — Эрик Буш
- Одри Тоттер — Альма Рэгг
- Гарри Морган — Херми
- Гарри фон Зелл — Зак Хамбер
- Кара Уильямс — Долли Хамбер
- Чилл Уиллс — капитан Четхэм
- Хэзер Эйнджел — Вивиан Сэксон
- Джон Барагрей — Питер Стэнхоуп (в титрах не указан)
- Марис Риксон — миссис Маккарти (в титрах не указана)

## Создатели фильма и исполнители главных ролей
Клод Бинион более всего известен как сценарист и режиссёр комедий и мюзиклов, таких как «Старомодный путь» (1934), «Это подарок» (1934), «Праздничная гостиница» (1942), «Стелла» (1950) и «Лодка мечты» (1952). «Очарование Сэксона» был одним из немногих некомедийных фильмов Биниона.
В фильме задействован сильный актёрский состав. Роберт Монтгомери известен как актёр по детективному триллеру «Когда настанет ночь» (1937) и романтической комедии «А вот и мистер Джордан» (1941), которые принесли ему номинации на «Оскар», военной драме «Они были незаменимыми» (1945), а также фильмам нуар «Леди в озере» (1946) и «Розовая лошадь» (1947). Позднее он стал продюсером собственного многолетнего телешоу «Роберт Монтгомери представляет» (1950—1957).
Сьюзен Хэйворд четырежды номинировалась на «Оскар» за главные роли в фильмах «Катастрофа: история женщины» (1947), «Моё глупое сердце» (1949), «С песней в моём сердце» (1952) и «Я буду плакать завтра» (1956), а также завоевала «Оскар» за фильм «Я хочу жить!» (1958).
Джон Пейн начинал свою карьеру в музыкальных комедиях, однако в 1940-е годы сменил жанр на фильмы нуар и вестерны. Среди лучших его картин в жанре нуар — «Кража» (1948), «Преступный путь» (1949), «Тайны Канзас-Сити» (1952), «Ривер-стрит, 99» (1953) и «Оттенок алого» (1956).
Одри Тоттер сыграла в общей сложности в 15 фильмах нуар, в том числе главные женские роли в таких картинах, как «Леди в озере» (1946), который поставил Роберт Монтгомери, «Вне подозрений» (1947), «Высокая стена» (1947), «Подстава» (1949), «Напряжённость» (1949), «Под именем Ник Бил» (1949) и «Пуля для Джои» (1955).

## История создания фильма
Фильм поставлен по одноимённому роману Фредерика Уэйкмана (англ. Frederic Wakeman), который впервые вышел в свет в 1947 году.
Рабочим названием фильма было «Очаровательный Мэтт Сэксон» (англ.  The Charming Matt Saxon).
Согласно информации «Голливуд Репортер», первоначально на роль Мэтта Сэксона рассматривался Кэри Грант. «Голливуд Репортер» также сообщил, что актрису Одри Тоттер взяли в аренду у студии Metro-Goldwyn-Mayer специально для этого фильма.
По информации Американского института киноискусства, сцена фильма на яхте снималась около острова Санта-Каталина, а портрет Сьюзен Хэйворд был написан специально для того фильма художником из Лос-Анджелеса Лори Де Зарит (англ.  Laure De Zarete).

## Оценка фильма критикой

### Общая оценка фильма
Как написал после выхода фильма кинообозреватель «Нью-Йорк Таймс» Томас Прайор, «действительно, в театральном мире много очаровательных людей. Возможно, среди них даже есть и такие, которые не сильно отличаются от эгоцентричного Мэтта Сэксона, которого Роберт Монтгомери изображает с исключительным мастерством». По словам критика, «фильм обеспечивает интересное исследование личности театрального тирана — деспота, чрезмерно растянувшего своё везение, который стремительно катится вниз, проклятый всеми теми, кому не повезло попасть под его влияние». Как далее пишет Прайор, «кажется, никто не может противостоять очарованию Сэксона, даже „ангелы“, деньги которых он также легко тратит на личные наслаждения, как и беспардонно оскорбляет их на публике и в частной обстановке. Потому не удивительно, что молодому писателю, который стремится добиться двойного успеха, ворвавшись в первые ряды драматургов с биографической драмой о Мольере, приходится сносить причудливые выходки продюсера». Как отмечает Прайор, на Бродвее и Голливуде немало грустных историй о том, как «сценарист вдруг легко теряет свою целостность и творческую свежесть под чарами доминирующей личности, такой как Мэтт Сэксон. Единственная вещь, которую автор романа мистер Уэйкман не смог убедительно показать в своей книге, и что не удаётся прояснить и фильму, это как человек со столь очевидными отвратительными манерами может проявлять столь утончённый стиль, который принёс ему столь значительные театральные успехи». И всё-таки, по мнению критика, «картина так вполне и не достигает статуса захватывающего зрелища. Может быть, дело в том, что Сэксон — это не такой законченный монстр, каким он представлен в книге, часть которой была значительно сглажена при переносе на целлулоид». При этом, «актёрский текст чёткий и часто блестящий, за что надо отдать должное Клоду Биниону, который был как сценаристом, так и режиссёром». Как в итоге заключает Прайор, «на самом деле, в этом фильме столь многое выше общего среднего уровня, что фильм должен был бы быть намного лучше, чем он есть на самом деле».
По мнению современного историка кино Крейга Батлера, «эта мелодрама о театральном закулисье обещает больше, чем даёт. Фильм не лишён очарования — но его недостаточно, чтобы преодолеть некоторые недостатки в сценарии и постановке, которые не позволяют стать ему больше, чем средним». Как отмечает Батлер, «сценарий Клода Биниона достаточно остроумен и содержит немало острот, которые бьют точно в цель, но он чересчур многословен и несколько раз провисает. В результате часто кажется, что он просто убивает время между ударными моментами. Однако работа Монтгомери делает картину заслуживающей внимания».
Как пишет киновед Сандра Бреннан, «в этой драме самовлюблённый продюсер свободно наступает на тех, кто его окружает, не задумываясь о вреде, который им причиняет». Кинокритик Леонард Молтин называет картину «хорошо сыгранным, но неубедительным фильмом о безжалостном продюсере, на роль которого неверно взят Монтгомери». Однако фильм, «всё равно интересен благодаря хорошей игре Пейна в роли драматурга, Хэйворд в роли его жены и Тоттер в роли певицы ночного клуба».

### Оценка актёрской игры
Как полагает Прайор, «актёрская игра в целом очень хороша». Критик отмечает, что в начале фильма Сэксон показан уже добившимся успеха продюсером, хотя он выглядит скорее «как авантюрист, которому повезло, чем как человек с глубокой театральной интуицией». Как далее указывает Прайор, «мистер Монтгомери на протяжении всего фильма показывает своего персонажа соблазнительным и вызывающим. Его игра остра, тонка и проницательна и в ситуации, когда он делает смехотворно-глупую сцену в ресторане, и когда грубо оскорбляет своего спонсора, и когда оказывает своё разрушительное воздействие на счастливую семейную жизнь Эрика Буша и его чувственной маленькой жены. Во всех этих ситуациях „очарование Сэксона“ хорошо поддерживает интерес к картине». Что же касается остальных актёров, то «Джон Пейн убедителен в роли писателя, а Сьюзен Хэйворд деликатно сдержана и привлекательна в роли его жены. Одри Тоттер тоже красива и привлекательна в роли девушки, которая любит Сэксона, несмотря на то, что всё понимает в отношении него. Она очень хорошо держится в драматической сцене, где заявляет Сэксону о том, что уходит от него».
По мнению Батлера, «главный актив фильма — это его заглавный персонаж, который сыгран Робертом Монтгомери с угрозой, стилем, мастерством и странным очарованием. Актёр доминирует, но не подавляет, выдавая хорошо проработанную и выстроенную роль, показывающую, как далеко может зайти его персонаж, прежде чем придётся притормозить». С другой стороны, «Сьюзен Хэйворд в качестве его антипода, немного неестественна; она ни в коем случае не плоха и своей игрой она конечно же обеспечивает необходимый баланс Монтгомери. Однако создаётся впечатление, что она в этом образе не чувствует себя в своей тарелке». Что же касается остальных актёров, то «Джон Пейн малоинтересен, зато Одри Тоттер играет очень хорошо свою сложную роль подружки».